# Yohan Bilingi
 (février 2024).
Si vous disposez d'ouvrages ou d'articles de référence ou si vous connaissez des sites web de qualité traitant du thème abordé ici, merci de compléter l'article en donnant les références utiles à sa vérifiabilité et en les liant à la section « Notes et références ».
Yohan Kinkela Bilingi, né le 1er février 1999 à Alfortville en France, est un footballeur français qui joue au poste d'arrière droit au FK Spartak Subotica.

## Biographie

### Carrière en club
Yohan Bilingi a été formé au sein de l'EA Guingamp. Le 3 juin 2019, il signe son premier contrat professionnel au sein du club breton. Peu utilisé au sein de l'effectif, il se voit prêté dans un premier temps au FC Bastia-Borgo puis la saison suivante à l'US Concarneau afin d'obtenir plus de temps de jeu en National.
C'est lors de la troisième saison qu'il dispute son premier match professionnel lors d'une rencontre de Ligue 2 opposant Guingamp au Havre AC. Le 1er juillet 2022, il s'engage au sein de l'USL Dunkerque et participera à la remontée du club en Ligue 2. Le 23 septembre 2023, il inscrit face au Rodez AF son premier but en professionnel, les nordistes perdront néanmoins la rencontre 2-1.